# Udo Götze

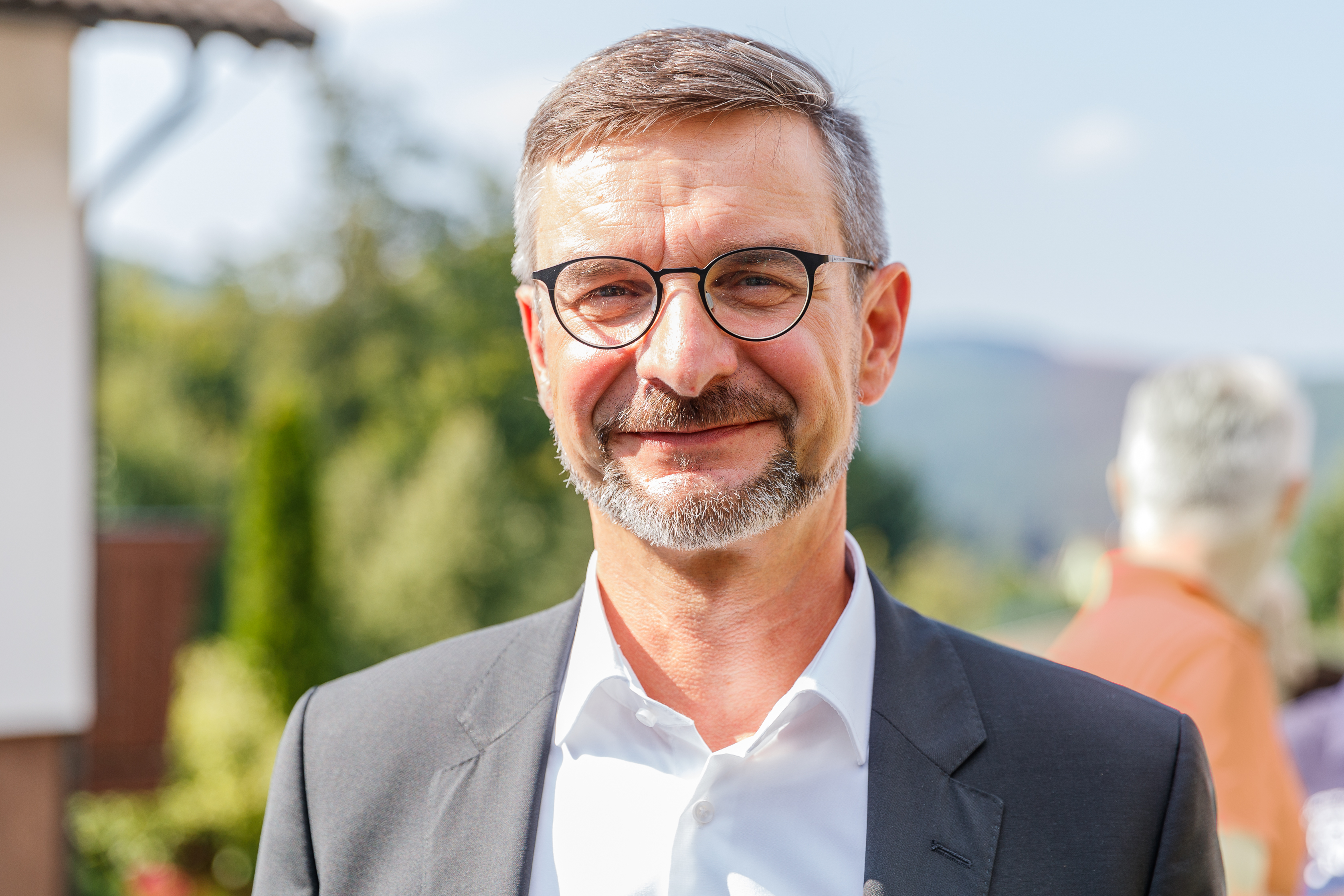
Udo Götze (2021)

Udo Götze (* 12. Juli 1969 in Dresden) ist ein deutscher Verwaltungsjurist und politischer Beamter. Er ist seit 2024 Staatssekretär im Thüringer Ministerium für Soziales, Gesundheit, Arbeit und Familie. Zuvor war er von 2014 bis 2024 Staatssekretär im Thüringer Ministerium für Inneres und Kommunales.

## Leben

### Ausbildung und Persönliches
Götze arbeitete nach dem Besuch der zehnklassigen allgemeinbildenden polytechnischen Oberschule war er zunächst fünf Jahre als Matrose der Handelsschifffahrt tätig. Von 1990 bis 1992 holte er am Abendgymnasium das Abitur nach. Er studierte von 1992 bis 1998 Rechtswissenschaften an der Technischen Universität Dresden schloss Götze im Jahr 2000 mit dem zweiten Staatsexamen ab. Während des Studiums leistete er Zivildienst im „Wohnheim für geistig behinderte Erwachsene St. Christophorus“ in Dresden.
Er ist verheiratet und hat vier Kinder.

### Laufbahn
Götze war zunächst für ein Jahr als Rechtsanwalt in Chemnitz tätig. Im Jahr 2002 trat er in den Dienst des Freistaates Thüringen und war bis 2007 im kommunalen Bereich im Thüringer Innenministerium tätig. 
Danach wechselte er in die Verwaltung der der Landeshauptstadt Erfurt, wo er von Mai bis Dezember 2007 als Amtsleiter im Ordnungsamt und von 2008 bis 2010 als Leiter des Bürgeramtes arbeitete. Er übernahm 2012 unter Oberbürgermeister Andreas Bausewein (SPD) die Leitung des Bereichs Oberbürgermeister für innere Verwaltung und Ratsangelegenheiten und war von 2012 bis 2014 Beigeordneter für Bürgerservice und Sicherheit.
Am 5. Dezember 2014 wurde Götze unter Minister Holger Poppenhäger (SPD) zum Staatssekretär und Amtschef im Thüringer Ministerium für Inneres und Kommunales ernannt. Auch unter Minister Georg Maier (SPD) blieb er im Amt.
Am 19. Dezember 2024 wechselte er als Staatssekretär unter Ministerin Katharina Schenk (SPD) ins Thüringer Ministerium für Soziales, Gesundheit, Arbeit und Familie.